# Рафчане

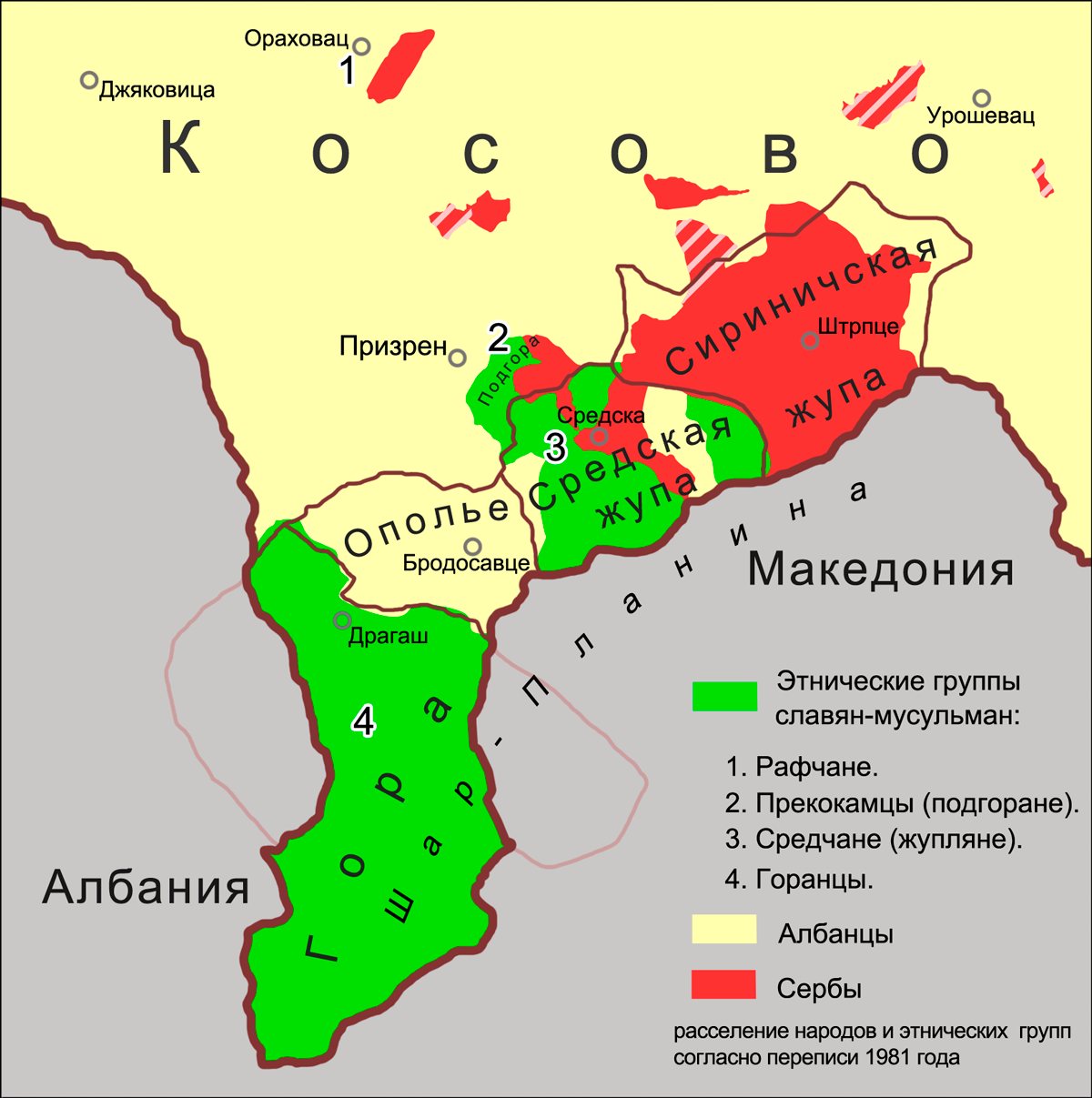
Расселение рафчан на западе
Косова и Метохии

Рафчане — албанизированная южнославянская мусульманская этнорелигиозная группа, населяющая город Ораховац и его окрестности. Приняв албанское этническое самоопределение представители этой группы сохранили в бытовом общении южнославянские говоры, которые сами носители называют «нашенскими» или «рафчанскими».
Численность рафчан оценивается приблизительно в 5000 человек.

## Ареал
Рафчане живут компактной группой в окружении албаноязычного населения в городе Ораховац и соседних селениях, расположенных в регионе Подрима в Центральной Метохии. Ранее с поселениями рафчан соседствовали также населённые пункты сербов.
Согласно административно-территориальному делению автономного края Косова и Метохии (в составе Сербии) территория расселения рафчан входит общину Ораховац Призренского округа / по административно-территориальному делению частично признанной Республики Косово — в общину Ораховац Джяковицкого округа.

## История формирования
Процесс исламизации славянского населения Косова и Метохии начался после османского завоевания южнославянских земель с середины XV века и продолжался вплоть до XX века. Принятие ислама славянами упрощало условия для их албанизации. В случае с рафчанами процесс албанизации не завершился до конца, так как представители данной группы всё ещё не перешли полностью на албанский язык.
Рафчанская этническая группа сформировалась из двух компонентов. Первый из них был образован переселенцами, появившимися в Подриме приблизительно в начале XVIII века. Второй компонент образован в процессе исламизации местного сербского населения (у некоторых представителей этой группы ещё тридцать лет назад в Ораховаце и близлежащих селениях жили родственники-православные сербы).
Сербские словообразовательные антропонимические модели в говорах славяноязычных албанцев Ораховаца сохранялись на протяжении длительного времени, что зафиксировано в записях «Гелветской текии» о событиях и личностях из Ораховаца с начала XVIII века. Фамилии местных мусульман, оканчивающиеся на -ић, записываются турецкой графикой на -ik: в латинской транскрипции — Arslan Kalaycik, Sadik Grbik, Sadik Balik и т. д.

## Язык
Говоры рафчан относятся к призренско-южноморавскому диалекту торлакского наречия, эти же говоры характерны и для сербского православного населения, жившего в городе Ораховац и его окрестностях до 1999 года и в настоящее время выехавшего из Косова. О происхождении своего языка рафчане говорят: «Так мы говорили в старые времена». Свои говоры они называют «рафчанскими» или «нашенскими». «Нашенскими» называют свои говоры также представители славянско-мусульманских этнических групп Южной Метохии (горанцы, средчане и подгоряне). Вместе с тем диалектный тип рафчан и сербов Ораховаца значительно отличается от говоров славян-мусульман Южной Метохии.
Албанизированные славяне Ораховаца также говорят на албанском языке — албанский является языком школьного обучения и языком межэтнического общения с албанцами.
Согласно переписи населения в Республике Косово 2012 года, подавляющее большинство населения общины Ораховац назвало родным албанский язык — 55 806 человек, сербский назвали родным 138 человек, боснийский — 76 человек при том, что в общине своей национальностью указали албанскую — 55 166 человек, сербскую — 134 человека и боснийскую — 10 человек.